# Lista de primeiros-ministros da Tanzânia
O primeiro-ministro é o chefe de governo da Tanzânia. Esta é a lista dos primeiros-ministros de Tanganica, de 1960 a 1962, e da Tanzânia, de 1972 até o presente.

## Ministro-chefe de Tanganica, antes da independência (1960-61)
| Nome           | Imagem | Início do mandato     | Fim do mandato    |
| -------------- | ------ | --------------------- | ----------------- |
| Julius Nyerere |        | 2 de setembro de 1960 | 1 de maio de 1961 |

## Primeiros-ministros de Tanganica (1961-62)
| Nome           | Imagem | Início do mandato     | Fim do mandato        |
| -------------- | ------ | --------------------- | --------------------- |
| Julius Nyerere |        | 1 de maio de 1961     | 22 de janeiro de 1962 |
| Rashidi Kawawa |        | 22 de janeiro de 1962 | 9 de dezembro de 1962 |

O cargo de primeiro-ministro foi abolido entre 1962 e 1972.

## Primeiros-ministros da Tanzânia (1972-presente)
| Nome                        | Imagem | Início do mandato       | Fim do mandato          |
| --------------------------- | ------ | ----------------------- | ----------------------- |
| Rashidi Kawawa              |        | 17 de fevereiro de 1972 | 13 de fevereiro de 1977 |
| Edward Sokoine              |        | 13 de fevereiro de 1977 | 7 de novembro de 1980   |
| Cleopa David Msuya          |        | 7 de novembro de 1980   | 24 de fevereiro de 1983 |
| Edward Sokoine              |        | 24 de fevereiro de 1983 | 12 de abril de 1984     |
| Salim Ahmed Salim           |        | 24 de abril de 1984     | 5 de novembro de 1985   |
| Joseph Sinde Warioba        |        | 5 de novembro de 1985   | 9 de novembro de 1990   |
| John Samuel Malecela        |        | 9 de novembro de 1990   | 7 de dezembro de 1994   |
| Cleopa David Msuya          |        | 7 de dezembro de 1994   | 28 de novembro de 1995  |
| Frederick Sumaye            |        | 28 de novembro de 1995  | 30 de dezembro de 2005  |
| Edward Ngoyai Lowassa       |        | 30 de dezembro de 2005  | 9 de fevereiro de 2008  |
| Mizengo Kayanza Peter Pinda |        | 9 de fevereiro de 2008  | 20 de novembro de 2015  |
| Kassim Majaliwa             |        | 20 de novembro de 2015  | Presente                |